# 37 Fides
A 37 Fides a Naprendszer kisbolygóövében található aszteroida. Karl Theodor Robert Luther fedezte fel 1855. október 5-én. Nevét Fidesről, a római mitológia egy alakjáról kapta.